# 三田隆治
三田 隆治（みた たかはる、1963年 - ）は、日本のフリーライター、ジャーナリスト、元ゲームデザイナーである。
静岡県出身。

## 概要
専門分野は携帯電話ビジネス。ゲームクリエイター出身で、ゲーム会社の経営者を経た後にライターに転身という異色の経歴。現在もコンサルタントやディレクターとして携帯電話サービスの事業立案などに関わっている。
また、ゲーム会社社長だった1994年には、社長業の傍ら「志井戸太郎」のペンネームで、三才ブックスよりパソコン通信「ニフティサーブ」の裏面や人間模様をルポルタージュした「裏パソコン通信の本」を企画し、半分ほどを執筆しているという。「ネカマ」、「オンライン詐欺」、「ネット恋愛」「ハッキング」などなどネットの裏面を、日本で初めて本格的にルポルタージュした本として知られる。当時の「志井戸太郎」が、三田と同一人物であることについては、本人はブログで明かしており、特に隠してはいないようである。

## テレビ電話普及論者として
日本では数少ないテレビ電話普及論者である。「テレビ電話はホワイトカラーの生産性を向上させ環境問題にも寄与する」が持論。NTTドコモのFOMAが、まだ普及していなかった2002年頃から、FOMAユーザーのための情報サイト「FOMAdeTV(現在は閉鎖）」を主宰し、NTTドコモが2002年に実施した「多地点テレビ電話実証実験コンソーシアム」では、唯一の個人ユーザーとしてコンソーシアムに参加している。
2002年から約1年間にわたり「1日24時間ケータイテレビ電話に出続ける男」として、webサイトに自身のテレビ電話番号を公開し、ひたすらテレビ電話に出続けるという実験的なイベントを行った。本人によれば、その間にテレビ電話で話した相手は140名ほどで、「日本でもっとも沢山の人数と携帯テレビ電話で話した男」を自称する。

## プランナー・ブレーンとしての活動
2004年-2005年、NTTコミュニケーションズの協賛により「IPテレビ電話研究会」を主宰。フリーアナウンサーの進藤晶子やカフェグローブ・ドットコム代表の矢野貴久子、金沢大学助教授の中川一史と共に、テレビ電話普及活動を行った。

## 略歴
- 静岡県立浜松北高等学校卒業
- 中央大学法学部政治学科に入学
- 板倉雄一郎がハイパーネット創業以前に経営していたゲーム開発会社「株式会社ザップ」で板倉に師事。最終役職は企画部長。同時に大学を中退。
- 株式会社クエストに転職、創業スタッフとして開発部門を立ち上げる。『めぞん一刻』（ファミコン）、『大戦略』（ファミコン版移植）などがある。後に『伝説のオウガバトル』を手がけるゲームクリエイターの松野泰巳も、三田が面接して新人採用した後に企画の手ほどきをした後輩に当たる。他にも皆川裕史、岩田匡治や、後にスクウェア（現スクウェア・エニックス）でフロントミッションシリーズを創始したゲームデザイナー原正憲なども、クエスト在籍当時の三田の部下・後輩である。
- クエストを退職後、フリーのゲームプランナーとして独立。
- 元気株式会社を共同で設立し取締役に就任。『スーパー上海』などを手がけた。
- 元気の取締役を退任後、株式会社ジオファクトリーを設立し代表取締役に就任。1999年に事業を他社に譲渡後、2001年に退任し、ライターに転身した。

## 主な執筆媒体
- 日経パソコン
- 日経コミュニケーション
- NTT-PC PC view
- サイゾー
- 週刊金曜日
- CNET

## 主な著書・執筆書籍
- 「裏パソコン通信の本」(三才ブックス)
- 「電脳福祉論」 ISBN 4761494107（対談で参加）
- 「携帯電話ビジネスへの挑戦者たち」 ISBN 4796622748
- 「実践!!2次元コード活用ケータイプロモーション」 ISBN 4883351262 (構成・一部を執筆）
- 「日本はどうなる〈2007〉暴走する国家に抗うための論点」ISBN 4906605230 (携帯電話カテゴリー）